# Colorado (programma televisivo 2003)
Colorado è stato un programma televisivo italiano comico dal vivo, andato in onda di sera su Italia 1 dal 24 marzo 2003 al 14 maggio 2019, ideato da Diego Abatantuono, Giuseppe Corbini, Giorgio Sofi, Benito Tripodi, Riccardo Imani e Cosimo Cacciola.

## Storia del programma
Nato con il titolo Colorado Café Live e inizialmente ispirato al tipico cabaret statunitense, il programma ha seguito poi un tipo di comicità di spettacolo, seguendo lo stile dello show di Canale 5 Zelig, assumendo il titolo Colorado Revolution e poi semplicemente Colorado. Nelle prime tre edizioni il programma dapprima andava in onda in seconda serata, mentre a partire dall'edizione del 2005 è passato in prima serata.
Lo spettacolo veniva inizialmente registrato alla Salumeria della Musica, mentre nel 2004 è stato trasferito al Teatro delle Erbe, dal 2007 al 2013 andava in onda da Le Robinie Studios, e nel 2014 è andato in scena allo studio 20 di Cologno Monzese. Dal 2015 lo show ritorna nuovamente a Le Robinie Studios. Nel 2009 Colorado è stato accusato dal critico televisivo Aldo Grasso di essere «uno Zelig di Serie B»; nonostante le critiche, il 31 ottobre 2010 Colorado ha raggiunto il traguardo di 100 puntate. Nel maggio 2012 è andato in onda lo spin-off Colorado - 'Sto classico. Nel 2014 Colorado è stato elogiato, tra gli altri, da Pietrangelo Buttafuoco su Il Foglio, da Aldo Grasso sul Corriere della Sera, e da Antonio Dipollina su La Repubblica.
Torna su Italia 1 a partire da marzo 2019 con la conduzione di Paolo Ruffini e Belén Rodriguez, mentre nel 2020, per la prima volta dal suo debutto, il programma non va in onda a causa della pandemia di COVID-19.
Dal 20 giugno 2021 vanno in onda le repliche delle edizioni 2008 e 2009 su Mediaset Extra, mentre a luglio 2021 sullo stesso canale vanno in onda le repliche dell'edizione 2016 nella fascia notturna.
Nel 2021 viene sostituito da Honolulu sempre in onda su Italia 1, a sua volta sostituito da Only Fun – Comico Show nel 2022 in onda sul Nove.

## Edizioni
| Edizione | Periodo           | Periodo          | Puntate | Rete     | Conduzione        | Conduzione        | Conduzione       | Conduzione        |
| Edizione | Inizio            | Fine             | Puntate | Rete     | Conduzione        | Conduzione        | Conduzione       | Conduzione        |
| -------- | ----------------- | ---------------- | ------- | -------- | ----------------- | ----------------- | ---------------- | ----------------- |
| 1ª       | 24 marzo 2003     | 23 giugno 2003   | 14      | Italia 1 | Diego Abatantuono | Diego Abatantuono | Ugo Conti        | Ugo Conti         |
| 2ª       | 9 febbraio 2004   | 12 aprile 2004   | 10      | Italia 1 | Rossella Brescia  | Diego Abatantuono | Andrea Appi      | Andrea Appi       |
| 3ª       | 2004              | 2004             | –       | Italia 1 | Rossella Brescia  | Carla Signoris    | Carla Signoris   | Carla Signoris    |
| 4ª       | 2005              | 2005             | –       | Italia 1 | Rossella Brescia  | Carla Signoris    | Carla Signoris   | Carla Signoris    |
| 5ª       | 2006              | 2006             | –       | Italia 1 | Rossella Brescia  | Nino Frassica     | Nino Frassica    | Nino Frassica     |
| 6ª       | 2007              | 2007             | –       | Italia 1 | Rossella Brescia  | Beppe Braida      | Beppe Braida     | Giovanni Cacioppo |
| 7ª       | 2008              | 2008             | –       | Italia 1 | Rossella Brescia  | Beppe Braida      | Beppe Braida     | –                 |
| 8ª       | 11 gennaio 2009   | 19 aprile 2009   | 14      | Italia 1 | Rossella Brescia  | Beppe Braida      | Beppe Braida     | –                 |
| 9ª       | 18 settembre 2009 | 6 novembre 2009  | 8       | Italia 1 | Rossella Brescia  | Nicola Savino     | Nicola Savino    | Nicola Savino     |
| 10ª      | 12 settembre 2010 | 28 novembre 2010 | 12      | Italia 1 | Rossella Brescia  | Nicola Savino     | Nicola Savino    | Nicola Savino     |
| 11ª      | 16 settembre 2011 | 7 dicembre 2011  | 12      | Italia 1 | Paolo Ruffini     | Belén Rodríguez   | Belén Rodríguez  | Belén Rodríguez   |
| 12ª      | 17 settembre 2012 | 19 novembre 2012 | 10      | Italia 1 | Paolo Ruffini     | Belén Rodríguez   | Belén Rodríguez  | Belén Rodríguez   |
| 13ª      | 18 aprile 2013    | 30 maggio 2013   | 6       | Italia 1 | Paolo Ruffini     | Vari partner      | Vari partner     | Vari partner      |
| 14ª      | 16 settembre 2013 | 9 dicembre 2013  | 12      | Italia 1 | Paolo Ruffini     | Lorella Boccia    | Olga Kent        | Olga Kent         |
| 15ª      | 21 marzo 2014     | 23 maggio 2014   | 10      | Italia 1 | Diego Abatantuono | Diego Abatantuono | Chiara Francini  | Chiara Francini   |
| 16ª      | 20 febbraio 2015  | 17 maggio 2015   | 13      | Italia 1 | Paolo Ruffini     | Paolo Ruffini     | Diana Del Bufalo | Diana Del Bufalo  |
| 17ª      | 14 ottobre 2015   | 2 dicembre 2015  | 8       | Italia 1 | Luca Bizzarri     | Luca Bizzarri     | Paolo Kessisoglu | Paolo Kessisoglu  |
| 18ª      | 22 settembre 2016 | 24 novembre 2016 | 10      | Italia 1 | Luca Bizzarri     | Luca Bizzarri     | Paolo Kessisoglu | Paolo Kessisoglu  |
| 19ª      | 2 novembre 2017   | 4 gennaio 2018   | 10      | Italia 1 | Paolo Ruffini     | Federica Nargi    | Federica Nargi   | Gianluca Fubelli  |
| 20ª      | 28 marzo 2019     | 14 maggio 2019   | 8       | Italia 1 | Paolo Ruffini     | Belén Rodríguez   | PanPers          | Gianluca Fubelli  |

## Audience
| Edizione | Rete televisiva | Anno      | Stagione  | Programmazione | Programmazione | Programmazione | Programmazione | Programmazione | Programmazione | Programmazione | Collocazione   | Ascolti        | Ascolti |
| Edizione | Rete televisiva | Anno      | Stagione  | L              | M              | M              | G              | V              | S              | D              | Collocazione   | Telespettatori | Share   |
| -------- | --------------- | --------- | --------- | -------------- | -------------- | -------------- | -------------- | -------------- | -------------- | -------------- | -------------- | -------------- | ------- |
| 1ª       | Italia 1        | 2003      | 2003      |                |                |                |                |                |                |                | Seconda serata | –              | –       |
| 2ª       | Italia 1        | 2004      | primavera |                |                |                |                |                |                |                | Seconda serata | –              | –       |
| 3ª       | Italia 1        | 2004      | autunno   |                |                |                |                |                |                |                | Seconda serata | –              | –       |
| 4ª       | Italia 1        | 2005      | 2005      |                |                |                |                |                |                |                | Seconda serata | –              | –       |
| 5ª       | Italia 1        | 2006      | 2006      |                |                | Prima serata   |                |                |                |                |                | –              | –       |
| 6ª       | Italia 1        | 2007      | 2007      |                |                | Prima serata   |                |                |                |                |                | –              | –       |
| 7ª       | Italia 1        | 2008      | 2008      |                |                | Prima serata   |                |                |                |                |                | –              | –       |
| 8ª       | Italia 1        | 2009      | primavera |                |                | Prima serata   | 3 103 000      | 13,96%         |                |                |                |                |         |
| 9ª       | Italia 1        | 2009      | autunno   |                |                | Prima serata   | 3 154 000      | 14,58%         |                |                |                |                |         |
| 10ª      | Italia 1        | 2010      | autunno   |                |                | Prima serata   | 2 793 000      | 13,62%         |                |                |                |                |         |
| 11ª      | Italia 1        | 2011      | autunno   |                |                | Prima serata   |                | 2 851 000      | 12,60%         |                |                |                |         |
| 12ª      | Italia 1        | 2012      | autunno   |                |                | Prima serata   | 2 764 000      | 10,77%         |                |                |                |                |         |
| 13ª      | Italia 1        | 2013      | primavera |                |                | Prima serata   |                | 2 330 000      | 9,32%          |                |                |                |         |
| 14ª      | Italia 1        | 2013      | autunno   |                |                | Prima serata   | 2 269 000      | 9,67%          |                |                |                |                |         |
| 15ª      | Italia 1        | 2014      | primavera |                |                | Prima serata   | 1 991 000      | 9,20%          |                |                |                |                |         |
| 16ª      | Italia 1        | 2015      | primavera | 1 867 000      | 8,54%          | Prima serata   |                |                |                |                |                |                |         |
| 17ª      | Italia 1        | 2015      | autunno   |                |                | Prima serata   |                | 1 609 000      | 7,62%          |                |                |                |         |
| 18ª      | Italia 1        | 2016      | autunno   |                |                | Prima serata   |                | 1 380 000      | 6,63%          |                |                |                |         |
| 19ª      | Italia 1        | 2017-2018 | autunno   | 1 476 000      | 6,94%          | Prima serata   |                |                |                |                |                |                |         |
| 20ª      | Italia 1        | 2019      | primavera |                | 1 415 000      | Prima serata   | 7,23%          |                |                |                |                |                |         |

## Puntate e ascolti

### Colorado Café Live(2003)
- Conduttori: Diego Abatantuono con Ugo Conti.
- Musica: il pianista Carlo Fava.
- Collocazione: seconda serata, il lunedì dal 24 marzo.

#### Cast
- Rossana Carretto
- Bove e Limardi
- I Turbolenti
- Debora Villa
- Stefano Chiodaroli
- Fabrizio Casalino
- Enrique Balbontin
- Pablo e Pedro
- i Papu - Appi Besa

### Colorado Café Live(primavera 2004)
- Conduttori: Rossella Brescia e Andrea Appi con Diego Abatantuono.
- Musica: gli Skiantos.
- Collocazione: seconda serata, il lunedì, dal 9 febbraio, 10 puntate.

#### Cast
- Rossana Carretto
- I Turbolenti
- Stefano Chiodaroli
- Marco Milano
- Maurizio Battista
- Enrique Balbontin
- Fabrizio Casalino
- Alberto Patrucco
- Katia e Valeria
- Cirillo e Pipolo
- Trioreno
- Gemelli Ruggeri

### Colorado Café Live(autunno 2004)
- Conduttori: Rossella Brescia e Andrea Appi
- Musica: gli Skiantos
- Collocazione: seconda serata, il lunedì

#### Cast
- I Turbolenti
- Marco Milano
- I Papu
- Margherita Antonelli
- Enrique Balbontin
- Andrea Ceccon
- Fabrizio Casalino
- Stefano Chiodaroli
- Paolo Caiazzo
- Maurizio Battista
- Bove e Limardi
- Cirillo e Pipolo
- Gemelli Ruggeri

### Colorado Café Live(2005)
- Conduttori: Rossella Brescia e Carla Signoris
- Musica: gli Skiantos
- Studio: Teatro delle Erbe
- Collocazione: seconda serata, il lunedì

#### Cast
- I Turbolenti
- Marco Milano
- Enrique Balbontin
- Andrea Ceccon
- Fabrizio Casalino
- Omar Fantini
- Andrea Perroni
- Paolo Caiazzo
- Andrea Pucci
- Flavio Oreglio
- Paola Campos
- Pino e gli anticorpi
- i PAPU - Appi Besa
- Maurizio Battista

### Colorado Café Live(2006)
- Conduttori: Rossella Brescia e Nino Frassica (Tommy Paradise)
- Co-conduttori: Benito Urgu e Francesco Scali (Carlo Scacchi)
- Studio: Teatro delle Erbe
- Collocazione: domenica, prima serata

#### Cast
- Diego Abatantuono (Donato Cavallo)
- I Turbolenti (Supereroi)
- Andrea Pucci (Monologhista)
- Pino e gli anticorpi (Embè, Pino La Lavatrice, Matrix)
- Nando Timoteo (Test, Verrà la fine del mondo)
- I Ditelo voi (Preti)
- Marco Milano (Carta igienica)
- Giovanni Cacioppo (Monologhista)
- Fabrizio Casalino (Pubblicità Progresso, Giginho)
- Enrique Balbontin (Sì, io parlo savonese, Capece)
- Omar Fantini (Marilyn Manson, Conduttore della rubrica "Chi vuol essere sommelier")
- Maurizio Battista (Monologhista)
- Bianchi e Pulci (Dolce e Gabbana, Modello e professore)
- Gabriella Germani (Monica Bellucci)
- Andrea Perroni (Casa Piccinini)
- Andrea Ceccon (Nonno Cecco)
- Alberto Patrucco (Vedo buio!)

Con la partecipazione del corpo di ballo Le poiane (Camilla, Daniela, Manuela e Vanessa).

### Colorado Revolution(2007)
- Conduttori: Beppe Braida, Rossella Brescia e Giovanni Cacioppo
- Studio Studio Robinie
- Collocazione: da domenica 8 aprile

#### Cast
- Enrique Balbontin (Sì, io parlo savonese)
- Maurizio Battista (Monologhista)
- Rocco Barbaro (Faccio quello che voglio!)
- Marco Bazzoni (Baz il lettore multimediale)
- Fabrizio Casalino
- Bianchi e Pulci (L'udienza è tolta)
  - Alessandro Bianchi (Il ballerino di tip ciap, Marcellus il mimo estremo)
- Pino e gli anticorpi (Embè, Pino La Lavatrice)
- I Ditelo voi (Giubilate amici!)
- I Turbolenti (La peggio gioventù, Colorado Smackdown, Colorado C.S.I.)
- Rita Pelusio (Sposami Vito, La bambina, La ballerina)
- Fichi d'India (Le mamme di Braida e Cacioppo, I figli di Rossella Brescia, Il paese dei balocchi, Adamo, Adamo ed Eva)
- Alessandra Ierse (Adamo, Adamo ed Eva)
- Andrea Pucci (È cambiato tutto)
- Pozzoli e De Angelis (Certo, certo)
- Enzo Paci
- Andrea Ceccon (La saggezza del Vapfanghala)
- Omar Fantini (Non si esce vivi dagli anni '80)
- Carmine Faraco (l'uomo dei Pecchè)
- Gianpiero Perone (Bill Gates)
- Luciano Lembo (Robert De Niro)
- Dario Cassini (Che bel paese!!)
- Paolo Caiazzo (Ma comme se fà?)

Sondaggine: Francesca Belussi, Silvia Ceccon, Catrina Davies, Flavia Fano, Elisabeth Kinnear, Anna Laura Migliorati.
Orchestra: Ritmi moderni Arturo Piazza diretti da Federico Bianco.

### Colorado(2008)
- Conduttori: Beppe Braida e Rossella Brescia
- Collocazione: giovedì, prima serata

#### Cast
- Enrique Balbontin (Sanremo è sanremo, Lobophone)
- Maurizio Battista (Monologhista)
- Marco Bazzoni (Baz 2.0)
- Fabrizio Casalino (Canta che non ti passa)
- Paolo Casiraghi (Suor Nausicaa)
- Giovanni Cacioppo (Cacioppo moment e Cacioppo Channel) con Annalisa Arione (Evelina)
- Dario Cassini (Che bel paese)
- Davide Spadola  (monologhista)
- Andrea Ceccon (Rabartha)
- I Ditelo voi (I Grandi Classici, Giubilate amici)
- Fichi d'India (Annalisa e tranviere, Fiona e Shrek, Le stelle del Crotone, I ficosauri, Le mamme di Braida e Cacioppo e Le professoresse di Braida e Rossella)
- Max Cavallari (Surgelati Brrr)
- Carmine Faraco (L'uomo dei Pecchè)
- Omar Fantini (Nonno Anselmo)
- Beppe Ferrara (Mr. Ghirlanda)
- Antonio Giuliani (No stress Giuliani)
- Laura Magni (Fashion victim)
- Marco Milano (Ma è un genio!)
- Pino e gli anticorpi (Embè, Pino La Lavatrice)
- Stefano Manca (Il tecnico di "Ci penso io")
- Rita Pelusio (Sposami Vito, Adelina Perez, la cameriera di Letizia Moratti)
- Gianpiero Perone (Romeo Pastura)
- Alessandro Bianchi (Marcellus il mimo estremo, Il ballerino di tip ciap, Testimone di "Così è deciso", Il modello unico)
- Michelangelo Pulci (Saro, Giudice Santi Licheri di "Così è deciso")
- Pozzoli e De Angelis (Certo, certo, Questa ci mancava)
- Andrea Pucci (È cambiato tutto)
- Pietro Sparacino (Co.Co.Comico)
- Annalisa Arione (Evelina)
- I Turbolenti (I Turboplay, All scars)
- Stefano Vogogna (Steve Stranamore)
- Gianluca Fubelli (Non ho mai schiacciato)
- Gianluca Impastato (Chicco D'Oliva)
- Claudio Sterpone (Il prof. Sterpone di "Cacioppo Channel", Billy Elliot XXXL)
- Claudio Batta (Educazione cinica)

Con la partecipazione della deejay di Radio 105 Ylenia Baccaro e delle pupe Nora Amile, Rosy Dilettuso, Elisa Della Valentina, Mary Carbone e Ilaria Gabrielli.
In un'altra stanza venivano trasmessi "Colorado shopping", "Cacioppo Channel" e la parodia di Grey's anatomy, rinominata come "Grez'z anatomy" presso il Colorado Grez Hospital.

### Colorado(inverno-primavera 2009)
Nuova edizione condotta da Rossella Brescia e da Beppe Braida. Si registrava in una stanza a parte Fessbook, parodia del social network Facebook, dove i vari comici registravano il proprio video.
- Conduttori: Beppe Braida e Rossella Brescia
- Coloradine: Melita Toniolo e Raffaella Fico
- Hit Models: Marysthell García Polanco, Lavander Ogolla, Ance Spirga e Nicole Minetti
- Collocazione: domenica, prima serata

#### Cast
- Fichi d'India (Annalisa e l'autista, Le professoresse, Gli operai, Fichi da favola!!!, Così per sport)
  - Max Cavallari (Orfeo de "I Surgelati Brrrr")
- Giovanni Cacioppo (Cacioppo moment)
- I Turbolenti (Turbotubbies)
  - Gianluca Impastato (Mariello Prapapappo e Chicco D'Oliva)
  - Enzo Polidoro (Orazio Salsero)
  - Stefano Vogogna (Susy, lo faccio per te)
  - Gianluca Fubelli (Non ho mai schiacciato e Giulio Cesare)
- Laura Magni (Ganascia)
- Paolo Casiraghi (Suor Nausicaa)
- Marco Bazzoni (Baz 3.0)
- Gianpiero Perone (Principe Cacca e Romeo Pastura)
- Carmine Faraco (l'Uomo dei Pecché)
- Pino e gli Anticorpi (Embè, Pino La Lavatrice)
  - Michele Manca (Marcantonio Gaio, l'assistente di Giulio Cesare)
  - Stefano Manca (Super Josh)
  - Roberto Fara (Non c'è 12 senza 88)
- I Ditelo voi (Polisportiva Napoli, I Grandi Classici)
- Andrea Pucci (È cambiato tutto)
- Omar Fantini (Nonno Anselmo, Inopportunoman e Non si esce vivi dagli anni '80)
- Enrique Balbontin (Gin Lehiman e L'incrocio)
- Andrea Ceccon (Rabartha, Chansonnier e L'incrocio)
- I DUE x DUO (Peppe Laurato & Massimo Borrelli) (Questa l'ha scritta lui)
- Andrea Sambucco (Cabarettista in 5 minuti)
- Angelo Pintus (Sfighe)
- Beppe Ferrara (Mr. Ghirlanda e Allexjio)
- Andrea Possa (Zorro e Lo sceriffo di Colorado)
- Raffaele D’Ambrosio (Il maestro Laudio "Shakespeare in love")
- GSM (Il terrone è bello)
- Lucia Vasini (Hostess Alitalia)
- Luciano Lembo (Tutti intercettati!!!)
- Daniele Ceva (Fernando degli Abba)
- Midena e Puma (Il mille bolle blu)
- Claudio Sterpone (Baby Gormita)
- Antonio Giuliani (No stress Giuliani)
- Dario Cassini (Chi dice donna)
- Pozzoli e De Angelis (Certo certo, Disco bar)
- Bianchi e Pulci:
  - Alessandro Bianchi (Marcellus il mimo estremo, Bobo, The Tip Ciap dancer, testimone in "Così è deciso!")
  - Michelangelo Pulci (Saro, "Ciao Depressi" Cazzaniga, Giudice Santi Licheri in "Così è deciso!")
- Massimiliano Pipitone (Tony Manero)
- Sergio Viglianese (Gaspare er meccanico "Gasparetto" in "Sò cinquecento!!!")
- Rita Pelusio (Morchia, la riserva delle Winx, Sposami Vito)

Rossella Brescia ha interpretato "Roz", la fidanzata di Baz. Vi era anche la partecipazione, come deejay, della presentatrice di Match Music Isa B.

#### Ascolti
| Puntata | Data             | Telespettatori | Share  | Ospiti                                |
| ------- | ---------------- | -------------- | ------ | ------------------------------------- |
| 1       | 11 gennaio 2009  | 2 418 000      | 12,90% | –                                     |
| 2       | 18 gennaio 2009  | 2 481 000      | 12,26% | –                                     |
| 3       | 25 gennaio 2009  | 2 739 000      | 13,59% | Alessandro Siani e Franco Trentalance |
| 4       | 1º febbraio 2009 | 2 800 000      | 13,65% | –                                     |
| 5       | 8 febbraio 2009  | 3 143 000      | 13,69% | –                                     |
| 6       | 15 febbraio 2009 | 3 122 000      | 13,49% | –                                     |
| 7       | 22 febbraio 2009 | 3 380 000      | 14,84% | –                                     |
| 8       | 1º marzo 2009    | 3 208 000      | 13,79% | –                                     |
| 9       | 8 marzo 2009     | 3 324 000      | 15,02% | –                                     |
| 10      | 15 marzo 2009    | 3 034 000      | 13,06% | –                                     |
| 11      | 22 marzo 2009    | 3 054 000      | 13,61% | Diego Abatantuono                     |
| 12      | 29 marzo 2009    | 3 907 000      | 16,37% | –                                     |
| 13      | 5 aprile 2009    | 3 417 000      | 14,65% | –                                     |
| 14      | 19 aprile 2009   | 3 419 000      | 14,53% | –                                     |
| Media   | Media            | 3 103 000      | 13,96% |                                       |

### Colorado(autunno 2009)
Dopo il successo dell'edizione primaverile la trasmissione comica torna già in autunno, ma al posto di Beppe Braida arriva come conduttore, sempre al fianco di Rossella Brescia, Nicola Savino accompagnato dall'amico Digei Angelo. Altra new entry del programma è il gruppo rock demenziale dei Gem Boy. In uno studio a parte viene trasmesso il torneo di poker Colorado hold'em, parodia del torneo Texas hold 'em, con la telecronaca di Ciccio Valenti. Si rivelerà l'edizione più vista nella storia di Colorado.
- Conduttori: Nicola Savino e Rossella Brescia
- Co-conduttore: Digei Angelo
- Coloradine: Melita Toniolo, Cristina Del Basso e Francesca Fioretti
- Collocazione: prima serata, il venerdì; prima serata, la domenica il meglio di

#### Cast
- Fichi d'India (Annalisa e l'autista, Surgelati Orfeo e pupazzo di neve, Manny e Sid de L'era glaciale)
- Daniele Ceva (Fernando degli Abba, John Lennon dei Beatles)
- Paolo Casiraghi (Suor Nausicaa)
- Dario Cassini (Il mondo è donna)
- I Ditelo voi (Le grandi biografie, Le città d'Italia)
- Enzo e Sal (L'incazzatore personalizzato)
- Carmine Faraco (L'uomo dei Pecché, Paul McCartney dei Beatles)
- Omar Fantini (Nonno Anselmo)
- Daniele Ronchetti (Gabri Gabra, Hey bella gente!)
- Gem Boy (cantano: Potter Fesso, Batman è Figo, Twilight, Goldrake VS Colorado)
- Mariano Bruno (O' rione)
- Didi Mazzilli (Vai via!)
- PanPers (Vi è mai capitato...)
- Gianpiero Perone (Principe Cacca, George Harrison dei Beatles)
- Marco Bazzoni (Baz 4.0, iBaz, Baz 4.clero, Baz 4.0 versione cinese, Italian beauty)
- Rita Pelusio (Morchia, la riserva delle Winx, Yoko Ono)
- Angelo Pintus (Sfighe nella storia)
- Pozzoli e De Angelis (Che bei momenti, Il circo Bordello)
- Nadia Puma (La Marisa)
- Laura Magni (La Beba)
- Massimiliano Pipitone (Tony Manero)
- Andrea Pucci (È cambiato tutto)
- I Turbolenti (Turbotubbies)
  - Gianluca Fubelli (Giulio Cesare, Pete Best e Ringo Starr dei Beatles, Er Freddo)
  - Gianluca Impastato (Mariello Prapapappo e Chicco D'Oliva)
- Bianchi e Pulci
  - Alessandro Bianchi (Marcellus il mimo estremo, Tano,  The Tip Ciap dancer)
  - Michelangelo Pulci (Saro, Pongo)
- Digei Angelo (Mimmo Cordero di Montezemolo, Babbo Natale, Roberto Balle, Il becchino)

Rossella Brescia interpretava "Roz" la fidanzatina di Baz.

#### Ascolti
| Puntata | Data              | Telespettatori | Share  |
| ------- | ----------------- | -------------- | ------ |
| 1       | 18 settembre 2009 | 2 818 000      | 14,44% |
| 2       | 25 settembre 2009 | 2 989 000      | 14,42% |
| 3       | 2 ottobre 2009    | 2 957 000      | 13,40% |
| 4       | 9 ottobre 2009    | 3 266 000      | 14,95% |
| 5       | 16 ottobre 2009   | 3 276 000      | 14,98% |
| 6       | 23 ottobre 2009   | 3 669 000      | 15,90% |
| 7       | 30 ottobre 2009   | 2 978 000      | 13,81% |
| 8       | 6 novembre 2009   | 3 282 000      | 14,73% |
| Media   | Media             | 3 154 000      | 14,58% |

### Colorado(2010)
Viene confermata alla conduzione la coppia Rossella Brescia-Nicola Savino e come Coloradine vengono ingaggiate le ex pupe del reality show La pupa e il secchione - Il ritorno. Si confermano gli ottimi ascolti della precedente edizione, anche grazie alla verve di Digei Angelo e a un cast sempre più affiatato.
- Conduttori: Nicola Savino e Rossella Brescia
- Co-conduttore: Digei Angelo
- Coloradine: Francesca Cipriani, Elena Morali, Pasqualina Sanna, Marysthell García Polanco, Ludovica Leoni e Monica Ricchetti
- Collocazione: prima serata, da domenica 12 settembre

In questa edizione di Colorado è stata raggiunta il 31 ottobre 2010 la centesima puntata del programma.

#### Cast
- Fichi d'India (Benedetta Parodi e il cameraman in "Cotto e Colorado", La signora in giallo, Max Nadal e Bruno Borg, Annalisa e tranviere, Le professoresse, Fiona e Shrek)
  - Max Cavallari (Surgelati Orfeo)
- I Ditelo voi (Colorado 80, Il grande cinema)
- Carmine Faraco (L'uomo dei Pecché)
- Dario Cassini (Il mondo è donna)
- I Turbolenti (Turbotubbies, Lo sciò dei Record)
- Gianluca Impastato (Mariello Prapapappo e Chicco D'Oliva)
- Gianluca Fubelli (Giulio Cesare, Er freddo)
- Marco Bazzoni (Baz HD, Baz Paura, ...Chi l'avrebbe mai detto!)
- Andrea Pucci (È cambiato tutto, A te... donna)
- Digei Angelo (Mimmo Quaquaraquà in "Colorado Premium", L'orso Abbracciatutti)
- Omar Fantini (Edward il vampiro, Nonno Anselmo, Vendetta!)
- Gianpiero Perone (Principe Cacca, Romeo Pastura, Diabolik)
- Daniele Ronchetti (Gabri Gabra, No io non ci sto, I consigli di Gabri Gabra)
- Gem Boy (cantano: Rakkia Rakkia, A-A-A-Amore, Scrocca Scrocca, Bat-Sonno, Colorado all'arrembaggio)
- Laura Magni (La quota rosa)
- Andrea Possa (Lo sceriffo di Tuxon)
- Carlo Della Santa e Mitcha (Ciao Bambini!!!)
- Ivan Martorelli (Rocco'n'rollo)
- Paolo Casiraghi (Suor Nausicaa)
- Angelo Pintus (Sfighe... a scuola)
- PanPers (Vi è mai capitato..., Akkattappara)
- Didi Mazzilli (Vai via!)
- Gianluca Beretta (Felipe)
- Vito Carrer (Peter Pan)
- Daniele Ceva (Fernando degli Abba, Orlando fai da te)
- Massimiliano Pipitone (Tony Manero)
- Marzio Rossi (Ghe xe un paco)
- Enzo e Sal (L'incazzatore personalizzato)
- Gigi e Ross (Tiziano Ferro, Gli Zero Assoluto, RIStretto di Polizia, Le Iene, Libero di scegliere)
- Herbert Cioffi (Lo chef Olivier)
- Andrea & Simone (Le valigie)
- Francesco Rizzuto (È arrivata na meil)
- Bruce Ketta (Il postino)

Nicola Savino e Rossella Brescia interpretano rispettivamente "Nicola Garkio" e "Rossella Arcuro" in La rava e la fava. Rossella Brescia interpreta anche "Patty" nella parodia della telenovela Il mondo di Patty. Nicola Savino fa anche "Savi Sava" in Savi Sava VS Gabri Gabra. Nicola e Rossella interpretano anche "Libano" e "Flaminia" in Li peggio criminali, insieme a Gianluca Fubelli (Er freddo).

#### Ascolti
| Puntata | Data              | Telespettatori | Share  | Ospiti                                                     |
| ------- | ----------------- | -------------- | ------ | ---------------------------------------------------------- |
| 1       | 12 settembre 2010 | 2 184 000      | 11,45% | –                                                          |
| 2       | 19 settembre 2010 | 2 424 000      | 12,53% | –                                                          |
| 3       | 26 settembre 2010 | 2 633 000      | 13,68% | –                                                          |
| 4       | 3 ottobre 2010    | 2 440 000      | 12,33% | –                                                          |
| 5       | 10 ottobre 2010   | 2 764 000      | 14,08% | –                                                          |
| 6       | 17 ottobre 2010   | 2 817 000      | 13,13% | –                                                          |
| 7       | 24 ottobre 2010   | 3 002 000      | 14,15% | –                                                          |
| 8       | 31 ottobre 2010   | 3 009 000      | 15,49% | Club Dogo                                                  |
| 9       | 7 novembre 2010   | 3 053 000      | 14,19% | Cristina D'Avena                                           |
| 10      | 14 novembre 2010  | 2 925 000      | 13,18% | Emma e Andrea Pellizzari (nei panni di Mr. Brown)          |
| 11      | 21 novembre 2010  | 3 010 000      | 14,38% | –                                                          |
| 12      | 28 novembre 2010  | 3 250 000      | 14,88% | Benedetta Parodi, Omar Pedrini, Marco Carta e Bruno Pizzul |
| Media   | Media             | 2 793 000      | 13,62% |                                                            |

### Colorado(2011)
Per questa edizione nuova conduzione affidata a Paolo Ruffini e Belén Rodríguez (che sostituisce la storica conduttrice Rossella Brescia), insieme a Digei Angelo e Chiara Francini, che comunque non cambia il successo del programma. Questa edizione vede il ritorno nel cast di Pino & gli anticorpi. Le Coloradine sono state sostituite completamente da un corpo di ballo professionale (tra cui figura Lorella Boccia, futura concorrente di Amici e conduttrice di Colorado). Durante questa edizione, inoltre, i Fichi D'India in alcune occasioni hanno riproposto dopo quasi dieci anni (epoca in cui veniva proposto a Zelig) lo sketch Ahrarara Shopping. In questa edizione è andata in onda la puntata di Colorado più lunga della storia (l'unica a durare quasi tre ore e a finire all'una di notte).
- Conduttori: Paolo Ruffini e Belén Rodríguez
- Co-conduttori: Digei Angelo e Chiara Francini
- Corpo di ballo: Gessica Taghetti, Lorella Boccia, Valentina Esposito e Roberta Zegretti
- Collocazione: da venerdì 16 settembre 2011 alle ore 21:10, a mercoledì 7 dicembre 2011, più tre puntate il meglio di
- Studio: Studio Robinie

#### Cast
- Fichi d'India (I Puffi, Ferma a Colorado?, Fico e mangiato, Ahrarara Shopping, La suocera e la moglie di Pucci)
- Andrea Pucci (Vieni qui... più qui, È cambiato tutto story)
- Pino & gli anticorpi (Embè, Pino La Lavatrice, Chi c'è Fuffi)
  - Michele Manca (Il portavoce di Giulio Cesare)
- I Turbolenti (Turbotubbies)
- Gianluca Impastato (Mariello Prapapappo e Chicco D'Oliva)
- Gianluca Fubelli (Giulio Cesare)
- Daniele Ronchetti (Gabri Gabra, Ehi, bella gente!)
- Andrea e Simone (Le valigie)
- Marco Bazzoni (Baz Revolution, O' Baz, 2012... e poi muori! )
- Gem Boy (cantano: Capitan Blatta, L'universo di Colorado)
- Andrea Possa (Il sindaco di Ibiza)
- PanPers (Akkattappara, Vi è mai capitato...?, Vita da zombie)
- I Malincomici (Harry Potter)
- Angelo Pintus (Sfighe nel doposcuola, Non sopporto più)
- Enzo e Sal (L'incazzatore personalizzato)
- Gigi e Ross (Gli Zero Assoluto, Quarto Cologrado)
- Gigi Esposito (Tocca Ferro, Mal di capa)
- Andrea Viganò (Pistillo)
- Ciciri e tria (SOS Tata)
- I Ditelo voi (Capocchione, Colo-Rebus)
- Max Pieriboni (Mostro... a chi?)
- Didi Mazzilli (Vai via!, Personal shopper)
- Fiona e Laura (Amichi)
- Laura Magni (Vota Passarin)
- Gino Fastidio (O' cantautore)
- Herbert Cioffi (Lo chef Olivier)
- Nello Iorio (Orgoglio ciccione)
- Enzo e Ramon (Virtual life)
- Francesco Rizzuto (È arrivata na meil)
- Bruce Ketta (Tutta salute...)
- Massimiliano Pipitone (Bubbi Animascion)
- Federico Perrotta (The cathodic man)
- Claudio Perosino (Patente e libretto)
- Ciro Giustiniani (Viva la mamma)
- Marco Milano (Giorgino)
- Gianluca Beretta (Sa...sa...prova)
- Rosalia Porcaro (Sesso senza amore...!)

Anche Paolo Ruffini, Belén Rodríguez, Chiara Francini e Digei Angelo hanno alcuni ruoli:
- Paolo Ruffini e Belén Rodríguez (Belen, la mujer que se la tien)
- Paolo Ruffini (Rotello Prapapaolo con Gianluca Impastato, Paolo Brumotti A Bombazza!!!, Akkattappara con i PanPers e Dov'è il Gatto Fuffi?)
- Belén Rodríguez (Puffetta con i Fichi d'India e Gabri Gabra, Gina Fastidio con Gino Fastidio)
- Digei Angelo (L'orso Abbracciatutti, Deficentor con i Gem Boy e Mimmo Quaquaraquà)
- Chiara Francini (L'incazzatrice personalizzata con Enzo e Sal, Lady Bug e Mantide Religiosa con i Gem Boy)

#### Ascolti
| Puntata | Data              | Telespettatori | Share  | Ospiti                                                  |
| ------- | ----------------- | -------------- | ------ | ------------------------------------------------------- |
| 1       | 16 settembre 2011 | 2 669 000      | 14,07% | Ezio Greggio                                            |
| 2       | 23 settembre 2011 | 2 552 000      | 12,21% | –                                                       |
| 3       | 30 settembre 2011 | 3 011 000      | 13,34% | Vincenzo Salemme                                        |
| 4       | 7 ottobre 2011    | 2 781 000      | 12,09% | –                                                       |
| 5       | 14 ottobre 2011   | 2 932 000      | 12,67% | –                                                       |
| 6       | 21 ottobre 2011   | 3 144 000      | 13,44% | Massimo Boldi e Annamaria Barbera                       |
| 7       | 28 ottobre 2011   | 2 928 000      | 12,37% | Fabio De Luigi, Cristiana Capotondi e Vittorio Brumotti |
| 8       | 4 novembre 2011   | 3 248 000      | 13,43% | Francesco Mandelli e Fabrizio Biggio                    |
| 9       | 18 novembre 2011  | 2 883 000      | 12,11% | –                                                       |
| 10      | 25 novembre 2011  | 2 888 000      | 11,97% | Zero Assoluto                                           |
| 11      | 30 novembre 2011  | 2 771 000      | 11,69% | –                                                       |
| 12      | 7 dicembre 2011   | 2 403 000      | 11,81% | Tessa Gelisio, Salvo Sottile e Rudy Zerbi               |
| Media   | Media             | 2 851 000      | 12,60% |                                                         |

### Colorado(2012)
Per questa edizione, riconfermati gli stessi conduttori dell'edizione precedente (Paolo Ruffini e Belén Rodríguez), mentre Chiara Francini è stata sostituita da Elena Morali e Luna. Anche questa edizione ottiene buoni ascolti, anche grazie alle molte novità nel cast (come Nicoletta Nigro, Alberto Farina e Barbara Foria, che poi diventeranno dei pilastri del cast, quasi sempre presenti nelle edizioni successive) e ai ritorni di alcune vecchie glorie del cast (Bianchi e Pulci, Maurizio Battista, Stefano Chiodaroli, Annalisa Arione, Rita Pelusio, Dario Cassini, Raffaele D'Ambrosio e Fabrizio Casalino).
Questa edizione, inoltre, è caratterizzata da novità strutturali all'interno del programma, come l'assenza dopo sei anni di sketch registrati in esterna, il ridimensionamento del ruolo del corpo di ballo (a cui nelle edizioni precedenti erano affidati dei momenti propri, mentre da questa edizione esegue coreografie per introdurre gli sketch dei comici) e dei conduttori (che una volta avevano sketch propri, mentre ora si limitano a condurre il programma e fare da spalla ai comici).
Inoltre anche la successione dei comici è sottoposta a variazioni: nelle edizioni precedenti quasi tutti i comici riuscivano a prendere parte a tutte le puntate, ma da questa edizione i comici vengono alternati nelle varie puntate (causa loro maggior numero, passando dai poco più di quaranta dell'edizione precedente ai quasi cinquanta di questa), quindi non tutti riescono a partecipare sempre al programma. A questa edizione, però, sono anche legate varie polemiche: il comico romano Marco Capretti ha accusato di plagio i PanPers riguardo alla loro parodia di Yahoo Answers, inoltre una canzone dei Gem Boy (Heidi) e un monologo di Fabrizio Casalino sono stati criticati come offensivi (l'uno riguardo a Justin Bieber e l'altro accusato di omofobia).
Durante questa edizione, inoltre, Didi Mazzili, Andrea Viganò ed Enzo Polidoro dei Turbolenti hanno formato un nuovo trio comico: il Trio Falappa (nel cui nome vi è un evidente riferimento al loro sketch più famoso, quello dei montatori di mobili della fittizia ditta, OKEA, parodia dell'Ikea).
- Conduttori[7]: Paolo Ruffini[7] e Belén Rodríguez[7].
- Co-conduttori[7]: Digei Angelo[7], Elena Morali[7] e Luna[7]
- Corpo di ballo: Krizia Picci, Veronica Sormani, Romina Carancini e Veronica Lepri
- Collocazione[7]: da lunedì 17 settembre 2012 alle ore 21.10, a lunedì 19 novembre 2012

#### Cast
- Andrea Pucci (Monologhista)
- Marco Bazzoni (Super Baz, Gianni Cyano)
- I Turbolenti (Gli Angeli Custodi)
  - Gianluca Fubelli (Romolo Prinz, Giulio Cesare)
  - Gianluca Impastato (Mariello Prapapappo)
  - Enzo Polidoro (Montatore OKEA)
- Alex De Santis (Cristian Catenato)
- Angelo Pintus (Monologhista)
- Gem Boy (cantano: Freddy Krueger, Batman e Robin, Hulk, Heidi, Matrix, Lady Gaga)
- PanPers (Domande dal web, Vita da zombie, Vi è mai capitato)
- Daniele Ronchetti (Gabri Gabra, Hey bella gente!)
- Max Pieriboni (Jason)
- Didi Mazzilli (Montatore OKEA)
- Andrea Viganò (Pistillo e Montatore OKEA)
- Stefano Chiodaroli (Pieraaa)
- Fabrizio Casalino (Monologhista)
- Enzo e Sal (I quadri viventi)
- Andrea e Simone (Lettura del pensiero)
- Herbert Cioffi (Panini, birra, coca, caffè e Intercettazioni telefoniche)
- Raffaele D'Ambrosio (Panini, birra, coca, caffè)
- Dario Cassini (Monologhista)
- Alessandro Bianchi (Lesc Dubrov)
- Michelangelo Pulci (Ciao sono Mario)
- Rita Pelusio (La Giovanna)
- Michela Andreozzi (Azzurra Doffi Bolazzi)
- Pis & Lov (Danza haka maori)
- Edoardo Mirabella (Esibizioni circensi)
- Carlo Della Santa (Autoscatto)
- Nicoletta Nigro (L'Apetta)
- Annalisa Aglioti (La moglie modello)
- Annalisa Arione (Le borse delle donne)
- Alberto Farina (Monologhista)
- Carlo Bianchessi (Mi piace!)
- Nando Timoteo (Reporter TGCOM 12)
- Eugenio Chiocchi (Salvador Daqui)
- Peppe e Ciccio (Viaggi virtuali)
- Barbara Foria (Monologhista)
- Maurizio Battista (Monologhista)
- I Ditelo voi (Il mostro chiavica)
- Fichi d'India (Sketch vari in coppia)

#### Ascolti
| Puntata | Messa in onda     | Telespettatori | Share  | Ospiti                                              |
| ------- | ----------------- | -------------- | ------ | --------------------------------------------------- |
| 1       | 17 settembre 2012 | 2 606 000      | 10,48% | –                                                   |
| 2       | 24 settembre 2012 | 2 512 000      | 9,64%  | –                                                   |
| 3       | 1º ottobre 2012   | 2 564 000      | 10,22% | Max Pezzali e Two Fingerz                           |
| 4       | 10 ottobre 2012   | 2 797 000      | 11,26% | –                                                   |
| 5       | 15 ottobre 2012   | 2 791 000      | 10,91% | –                                                   |
| 6       | 22 ottobre 2012   | 2 877 000      | 11,09% | Christian Vieri e Julija Musichina                  |
| 7       | 29 ottobre 2012   | 2 764 000      | 10,87% | Power Francers                                      |
| 8       | 5 novembre 2012   | 2 826 000      | 10,94% | Gemelli DiVersi e Franco Trentalance                |
| 9       | 12 novembre 2012  | 3 009 000      | 11,36% | Diego Abatantuono                                   |
| 10      | 19 novembre 2012  | 2 893 000      | 10.92% | Fabio De Luigi, Cristiana Capotondi e Massimo Boldi |
| Media   | Media             | 2 764 000      | 10,77% |                                                     |

### Colorado(primavera 2013)
Le puntate di questa edizione sono state registrate a dicembre dell'anno prima (dopo le registrazioni dell'edizione precedente, e ciò spiega il minor numero di puntate). La grande novità di questa edizione è l'assenza di Belen Rodriguez, sostituita di puntata in puntata da diversi personaggi famosi. Il resto del cast rimane grossomodo quello dell'edizione precedente, a parte alcune novità come il monologhista Alessandro Serra e il duo comico Tirocchi e Paniconi, i quali poi faranno parte del cast fisso del programma anche per le edizioni successive. Questa edizione ha visto un forte calo degli ascolti rispetto al passato.
- Conduttori: Paolo Ruffini con vari partner che sostituiscono Belén Rodríguez assente per maternità[8]
- Presenze fisse: Digei Angelo con Elena Morali e Luna
- Corpo di ballo: Krizia Picci, Veronica Sormani, Romina Carancini e Veronica Lepri
- Messa in onda: dal 18 aprile al 30 maggio 2013 (puntate registrate a dicembre 2012[8])

Per motivi non specificati da Mediaset le puntate di questa edizione di Colorado sono state trasmesse in disordine: l'ultima puntata doveva essere quella in cui era ospite la pallavolista Francesca Piccinini, che invece è stata trasmessa per penultima. L'ultima puntata è stata quella condotta da Fabio Troiano, che invece doveva essere trasmessa prima. Durante il finale della puntata con la nota pallavolista, infatti, Ruffini ha ringraziato i comici del programma, dicendo di essere stato orgoglioso di avere fatto loro da spalla durante questa edizione. Inoltre, nella puntata Remix si è potuto assistere al finale completo di questa puntata, in cui Ruffini ha specificato che si trattava dell'ultima puntata e ha fatto i consueti ringraziamenti finali, in presenza di Francesca Piccinini.

#### Cast
- Alberto Farina (Monologhista)
- Alessandro Serra (Monologhista)
- Alex De Santis (Cristian Catenato)
- Andrea e Simone (Le valigie)
- Andrea Viganò (Pistillo e montatore OKEA)
- Angelo Pintus (Monologhista)
- Annalisa Aglioti (La moglie modello)
- Annalisa Arione (Le borse delle donne)
- Barbara Foria (Monologhista)
- Bianchi e Pulci (Dolce e Gabbana)
  - Alessandro Bianchi (Lesc Dubrov)
  - Michelangelo Pulci (Ciao, sono Mario)
- Dario Cassini (Monologhista)
- Davide Rausa (Monsieur David)
- Didi Mazzilli (Montatore OKEA)
- Edoardo Mirabella (Esibizioni circensi)
- Enzo e Sal (I quadri viventi)
- Fabrizio Casalino (Mirko)
- Daniele Ronchetti (Gabri Gabra, Monologhista rapper)
- Gem Boy (cantano: Men in Black, Ghostbusters, L'uomo tigre, Lady Oscar, Holly e Benji, Mila e Shiro, Kill Bill)
- Herbert Cioffi (Panini, birra, coca, caffè e Intercettazioni telefoniche)
- I Ditelo voi (Il mostro chiavica)
- I Turbolenti (Angeli custodi)
  - Gianluca Fubelli (Romolo Prinz, John Watson)
  - Gianluca Impastato (Mariello Prapapappo, Sherlock Holmes)
  - Enzo Polidoro (Montatore OKEA)
- Marco Bazzoni (Gianni Cyano e Super Baz)
- Mauro Villata (Quindi lei è...)
- Michela Andreozzi (Azzurra Doffi Bolazzi)
- Nando Timoteo (TGCOM 12)
- Nicoletta Nigro (L'Apetta)
- PanPers (Le mamme)
- Raffaele D'Ambrosio (Panini, birra, coca, caffè)
- Rita Pelusio (La Giovanna)
- Stefano Chiodaroli (Mago Abat Jour)
- Tirocchi e Paniconi (Cuoratella)

#### Ascolti e conduttori
| Puntata | Messa in onda  | Co-conduttore                   | Telespettatori | Share  |
| ------- | -------------- | ------------------------------- | -------------- | ------ |
| 1       | 18 aprile 2013 | Nicolas Vaporidis               | 2 464 000      | 10,02% |
| 2       | 2 maggio 2013  | Vladimir Luxuria                | 2 386 000      | 9,34%  |
| 3       | 9 maggio 2013  | Federica Nargi e Clemente Russo | 2 298 000      | 9,30%  |
| 4       | 16 maggio 2013 | Fiammetta Cicogna               | 2 424 000      | 9,60%  |
| 5       | 23 maggio 2013 | Francesca Piccinini             | 2 454 000      | 9,83%  |
| 6       | 30 maggio 2013 | Fabio Troiano                   | 1 952 000      | 7,82%  |
| Media   | Media          | Media                           | 2 330 000      | 9,32%  |
| 7       | 6 giugno 2013  | Remix                           | 1 740 000      | 7,81%  |

### Colorado(autunno 2013)
In questa edizione è stata ripristinata la conduzione fissa per tutte le puntate (affidata a Paolo Ruffini, Lorella Boccia e Olga Kent), mentre è stato ridimensionato il ruolo di Elena Morali, che in questa edizione è apparsa negli sketch dei Gem Boy e di Gianluca Fubelli nei panni di Giulio Cesare. Questa edizione ha visto il ritorno nel cast, dopo anni di assenza, di Enrique Balbontin, Max Cavallari (senza Bruno Arena, ricoverato in ospedale a causa di un ictus) e Margherita Antonelli, e inoltre vari comici hanno riproposto sketch che a Colorado non interpretavano da svariati anni: Max Cavallari ha riproposto il personaggio del venditore di surgelati, I Turbolenti lo sketch dei Turbotubbies, Stefano Chiodaroli il personaggio del panettiere e Fabrizio Casalino le parodie dei cantautori alla chitarra.
Vari componenti del cast di questa edizione sono stati scoperti da Maria De Filippi: Leonardo Fiaschi e i Fratelli Lo Tumolo avevano partecipato come concorrenti alla quarta edizione di Italia's Got Talent, Vincenzo Mingolla e Romina Carancini e la conduttrice Lorella Boccia (che aveva già partecipato a Colorado) hanno partecipato ad Amici di Maria De Filippi e la sigla è cantata da Moreno Donadoni, vincitore della dodicesima edizione dello stesso talent show. Tra le novità nel cast dei comici, oltre ai già citati Fratelli Lo Tumolo e Leonardo Fiaschi reduci dal successo di Italia's Got Talent, si segnala l'arrivo di due comici già famosi, trattasi di Leonardo Manera (qui nei panni di un medico che parla di casi di malasanità) e di Stefano Nosei (qui nei panni del vocal coach Stevie Ray Everyday), e del comico-rivelazione Rino Ceronte (alias Umberto Abbati).
In questa edizione ha avuto grande successo Raffaele D'Ambrosio grazie a uno sketch in cui, ogni volta che incontrava una persona (talvolta una persona del pubblico, talvolta un ospite famoso, vero o imitato da Leonardo Fiaschi), credeva di trovarsi di fronte a un personaggio famoso (oppure davanti a un personaggio diverso da quello incontrato effettivamente), sicché per la sorpresa esclamava sempre: Ma che piacere!. In questa edizione è entrato a fare parte del gruppo degli autori il famoso comico Carlo Pistarino. Questa è stata l'edizione con la durata delle puntate più lunga (insieme all'edizione successiva del 2014) e ciò ne fa l'edizione di Colorado più lunga della storia, nonostante la puntata più lunga in assoluto sia andata in onda nel 2011 e l'edizione con il maggior numero di puntate sia stata quella della primavera 2009 (con quattordici puntate).
- Conduttori: Paolo Ruffini con Olga Kent e Lorella Boccia[21]
- Corpo di ballo: Krizia Picci, Veronica Sormani, Romina Carancini, Veronica Lepri, Vincenzo Mingolla
- Messa in onda: da lunedì 16 settembre a lunedì 9 dicembre 2013

#### Cast
- Alberto Farina (Monologhista)
- Alessandro Serra (Monologhista)
- Alex De Santis (Cristian Catenato)
- Andrea e Simone (Gemelli siamesi, Entrate a schiaffo)
- Andrea Pucci (Monologhista)
- Andrea Viganò (Pistillo e montatore OKEA)
- Angelo Pintus (Monologhista)
- Barbara Foria (Monologhista)
- Bianchi e Pulci (Buffon e Balotelli)
  - Alessandro Bianchi (Steward, Lesc Dubrov)
  - Michelangelo Pulci (Ciao sono Mario)
- Carlo Belmondo (Cantautore romantico)
- Dario Cassini (Monologhista)
- Davide Rausa (Monsieur David)
- Didi Mazzilli (Montatore OKEA, L'uomo-tubo)
- Edoardo Mirabella/Famiglia Mirabella (Esibizioni circensi)
- Elena Morali (Elena di Troia, vari personaggi nelle canzoni dei Gem Boy)
- Enrique Balbontin (Monologhista)
- Fabrizio Casalino (Monologhista, Mirko, Parodie dei cantautori alla chitarra)
- Francesca Giannuzzi (L'italiana media)
- Francesca Macrì (Principessa Isabel)
- Fratelli Lo Tumolo (Salme!)
- Gem Boy (cantano: Attenta che esplodi, Social network, Il ricco e il povero, L'uomo al volante, Take One Street Blue Five, Magri VS grassi, Talent & reality, La discoteca, Carletto il bullo, SPY Musical, The fox)
- Herbert Cioffi (Intercettazioni telefoniche)
- I Turbolenti (Turbotubbies)
  - Gianluca Fubelli (Romolo Prinz, Giulio Cesare, Pendolare)
  - Gianluca Impastato (Mariello Prapapappo, Pendolare)
  - Enzo Polidoro (Montatore OKEA)
- Leonardo Fiaschi (Gordon Ramsay, vari personaggi riconosciuti da Raffaele D'Ambrosio, Massimiliano Allegri)
- Leonardo Manera (Dott. Mazza)
- Marco Bazzoni (Gianni Cyano)
- Margherita Antonelli (Daccela Maranini)
- Matteo Cesca (Monologhista)
- Max Cavallari (Orfeo de "I Surgelati Brrr", Pescivendolo)
- Max Pieriboni (Principe Azzurro)
- Mauro Villata (Quindi lei è...)
- Michele La Ginestra (Don Michele)
- Nando Timoteo (Mi piacerebbe vedere)
- Nicoletta Nigro (L'Apetta)
- PanPers (Le mamme)
- Raffaele D'Ambrosio (Nooo ma che piacereeeeee)
- Rita Pelusio (La Giovanna)
- Rubes Piccinelli (Proverbi)
- Stefano Chiodaroli (Tempesta Ormonale, Pieraaa)
- Stefano Nosei (Stevie Ray Everyday)
- Tirocchi e Paniconi (Cuoratella)
- Umberto Abbati (L'italiano medio)

#### Ascolti
| Puntata | Data              | Telespettatori | Share  | Ospiti                                                                                 |
| ------- | ----------------- | -------------- | ------ | -------------------------------------------------------------------------------------- |
| 1       | 16 settembre 2013 | 1 828 000      | 8,05%  | –                                                                                      |
| 2       | 23 settembre 2013 | 2 002 000      | 9,04%  | –                                                                                      |
| 3       | 30 settembre 2013 | 2 285 000      | 9,56%  | –                                                                                      |
| 4       | 14 ottobre 2013   | 2 108 000      | 8,76%  | –                                                                                      |
| 5       | 21 ottobre 2013   | 2 476 000      | 10,41% | –                                                                                      |
| 6       | 28 ottobre 2013   | 2 275 000      | 9,47%  | –                                                                                      |
| 7       | 4 novembre 2013   | 2 473 000      | 10,34% | –                                                                                      |
| 8       | 11 novembre 2013  | 2 410 000      | 10,39% | Max Pezzali, Frank Matano, Giulia Ottonello e Gaia Messerklinger                       |
| 9       | 18 novembre 2013  | 2 318 000      | 9,52%  | Guglielmo Scilla, Frank Matano, Giulia Ottonello, Gaia Messerklinger e Alberto Caiazza |
| 10      | 25 novembre 2013  | 2 135 000      | 9,07%  | Frank Matano                                                                           |
| 11      | 2 dicembre 2013   | 2 614 000      | 11,28% | –                                                                                      |
| 12      | 9 dicembre 2013   | 2 298 000      | 10,17% | –                                                                                      |
| Media   | Media             | 2 269 000      | 9,67%  |                                                                                        |

### Colorado(2014)
Questa edizione è caratterizzata da numerose novità: innanzitutto la trasmissione non si svolge più nello studio de Le Robinie, dove la trasmissione è andata in onda per quasi sei anni, ma nel teatro 20 di Cologno Monzese (il più grande studio televisivo posseduto da Mediaset). In questa edizione è stata adottata una scenografia completamente diversa da quella delle precedenti edizioni. Anche il corpo di ballo è stato quasi completamente rinnovato: l'unico elemento del precedente corpo di ballo rimasto è il ballerino Vincenzo Mingolla (primo ballerino insieme a Nora Mogalle). Anche per quanto riguarda i comici sono presenti molte novità tra cui il monologhista e "aspirante suicida" Peppe Iodice, lo "zincaro" Nicola Vicidomini, gli Scemifreddi e la monologhista Chiara Rivoli. Anche i comici più famosi del programma hanno proposto sketch nuovi (come Leonardo Manera con il personaggio dello scambista, Raffaele D'Ambrosio con il suo monologo "pensato", Stefano Chiodaroli con un prete fanatico di Gesù Cristo oppure Rita Pelusio con la parodia di Miley Cyrus).
In questa edizione, inoltre, vengono celebrati gli undici anni di successo della trasmissione e viene attuata una vera e propria "operazione amarcord": infatti i conduttori di quest'anno (Diego Abatantuono e Chiara Francini) avevano già in passato partecipato al programma (Diego aveva condotto le prime due edizioni, dapprima insieme a Ugo Conti e poi insieme con Andrea Appi e Rossella Brescia, e vi aveva partecipato come comico nel 2006, mentre Chiara aveva preso parte all'edizione del 2011, presentata da Paolo Ruffini e Belén Rodríguez) e sono tornati nel cast del programma Pino e gli Anticorpi, Paolo Casiraghi e Marco Milano. Inoltre alcuni comici interpretano degli sketch che non avevano più proposto (Marco Bazzoni interpreta di nuovo Baz, Gianluca Impastato interpreta di nuovo Chicco D'Oliva, Raffaele D'Ambrosio interpreta di nuovo Laudio e Fabrizio Casalino interpreta di nuovo Giginho).
Nel corso delle puntate, inoltre, vengono ospitati comici e conduttori che in passato hanno partecipato alla trasmissione, spesso affiancando Abatantuono e la Francini nella conduzione oppure ricevendo un "premio alla carriera": il Cactus D'Oro (premio a forma di cactus, ovvero il simbolo del programma). Inoltre nel corso del programma vengono trasmesse clip delle edizioni precedenti. In questa edizione Alessandro Bianchi per la prima volta è presente senza il suo storico compagno Michelangelo Pulci (con cui formava il duo Bianchi e Pulci), mentre Gianluca Fubelli e Gianluca Impastato sono senza Stefano Vogogna ed Enzo Polidoro (con i quali erano I Turbolenti, e ciò infatti può essere causato dallo scioglimento degli stessi, avvenuto dopo l'edizione precedente). Per la prima volta partecipa al programma un ospite internazionale: trattasi del rapper svedese Ola Svensson, l'interprete della sigla del programma (intitolata Rich And Young).
- Conduttori: Diego Abatantuono e Chiara Francini[34]
- Corpo di ballo: la prima ballerina Nora Mogalle, il ballerino Vincenzo Mingolla e 4 ballerine: Carolina Mollo, Federica Posca, Nara Byambasuren, Veronica Urbani.
- Messa in onda: dal 21 marzo 2014 al 23 maggio 2014 ogni venerdì in prima serata
- Studio: studio 20 del Centro di produzione Mediaset di Cologno Monzese

In ogni puntata, prima della pubblicità, vengono mandati in onda dei brevi sketch girati dal cast dietro le quinte del programma. In alcuni di questi sketch sono comparsi anche alcuni autori di Colorado.

#### Cast
- Alberto Farina (Il paese di Cupinio)
- Alessandro Bianchi (Eva)
- Alessandro Serra (Monologhista)
- Alex De Santis (Cristian Catenato)
- Angelo Pintus (Monologhista)
- Andrea Pucci (Monologhista)
- Andrea Viganò (Pistillo)
- Barbara Foria (Monologhista)
- Bob Russo (Soul man)
- Chiara Rivoli (Da donna a donna)
- Didi Mazzilli (L'uomo-tubo)
- Edoardo Mirabella/Famiglia Mirabella (Esibizioni circensi)
- Elena Morali (Elena di Troia, vari personaggi nelle canzoni dei Gem Boy)
- Emiliano Petruzzi (Monologhista)
- Fabrizio Casalino (Gianluca Grignani, Giginho)
- Fabrizio Di Renzo (Ispettore SIAE)
- Francesca Macrì (Principessa Isabel)
- Gem Boy (cantano: Il western, Cartoni animati, Leonardo DiCaprio, Bambini prodigio, Capricci da diva, Lasciarsi con un tweet, Cercasi una vocalist, MasterChef, Tira più un DJ che..., L'arca di Colorado)
- Gianluca Fubelli (Romolo Prinz, Giulio Cesare)
- Gianluca Impastato (Chicco D'Oliva, Denis Puledro, Mariello Prapapappo)
- Herbert Cioffi (Telespettatore di Colorado)
- Leonardo Fiaschi (Marco Berry)
- Leonardo Manera (Renzo)
- Marco Bazzoni (Gianni Cyano e Super Baz)
- Marco Milano (Lo sciatore di Peschici)
- Marco Passiglia (Monologhista cantautore)
- Mauro Villata (Quindi lei è..., Soul man)
- Max Pieriboni (Principe Azzurro)
- Nicola Vicidomini (Lo "zincaro")
- Nicoletta Nigro (L'Apetta)
- PanPers (Sketch vari in coppia)
- Paolo Casiraghi (Suor Nausicaa)
- Peppe Iodice (Mi butto!, Monologhista)
- Pino & gli anticorpi (Chi c'è Fuffi, Embè, Pino La Lavatrice, Matrix)
- Raffaele D'Ambrosio (Nooo ma che piacereeeeee, Laudio, Pensatore)
- Rita Pelusio (La Giovanna, Miley Cyrus)
- Rubes Piccinelli (Tarzan, Proverbi)
- Scemifreddi (Mimi)
- Sergio Giuffrida (Monologhista)
- I Soldi Spicci (I due fratelli)
- Stefano Chiodaroli (Pieraaa, Il prete)
- Tirocchi e Paniconi (Mazzamara)
- Umberto Abbati (alias Rino Ceronte) e Maria Vittoria Taddei (Intervista doppia all'italiano medio e all'italiana media)
- Zupi e Di Cataldo (Le coriste)

#### Ascolti
| Puntata | Data           | Telespettatori | Share  | Ospiti                                                                            |
| ------- | -------------- | -------------- | ------ | --------------------------------------------------------------------------------- |
| 1       | 21 marzo 2014  | 2 026 000      | 9,31%  | –                                                                                 |
| 2       | 28 marzo 2014  | 2 116 000      | 9,49%  | Belén Rodríguez, Cristina D'Avena, Pio e Amedeo, Claudio Lauretta                 |
| 3       | 4 aprile 2014  | 2 157 000      | 9,66%  | Rossella Brescia                                                                  |
| 4       | 11 aprile 2014 | 2 205 000      | 10,47% | Beppe Braida, Roberto De Marchi                                                   |
| 5       | 18 aprile 2014 | 2 072 000      | 9,69%  | Belén Rodríguez, Gianpiero Perone, Emilio Solfrizzi, Stefania Rocca, Ilaria Spada |
| 6       | 25 aprile 2014 | 1 803 000      | 8,58%  | Paolo Ruffini, Ugo Conti                                                          |
| 7       | 2 maggio 2014  | 2 037 000      | 8,86%  | Annalisa Aglioti, Rossana Carretto, Antonino Cannavacciuolo, Daniele Ceva         |
| 8       | 9 maggio 2014  | 1 774 000      | 8,38%  | Paolo Ruffini, Ola Svensson, I Papu, Daniele Ceva                                 |
| 9       | 16 maggio 2014 | 1 880 000      | 8,57%  | Massimiliano Barbato, Bove e Limardi                                              |
| 10      | 23 maggio 2014 | 1 841 000      | 9,02%  | Gabriele Cirilli, Paolo Ruffini                                                   |
| Media   | Media          | 1 991 000      | 9,20%  |                                                                                   |

#### Amarcord
In questa edizione vengono celebrati i primi undici anni del successo della trasmissione, richiamando nel cast i due conduttori Diego Abatantuono e Chiara Francini (dopo anni di assenza) e alcuni comici e sketch delle edizioni precedenti, e in ogni puntata vengono trasmessi filmati delle edizioni precedenti. Inoltre, dalla seconda puntata in poi, Abatantuono e Chiara Francini sono affiancati nella conduzione da alcuni personaggi che hanno fatto la storia del programma, precisamente:
- Belén Rodríguez (seconda e quinta)
- Rossella Brescia (terza)
- Beppe Braida (quarta)
- Paolo Ruffini (sesta, ottava e decima)
- Angelo Pintus (settima)
- Andrea Pucci (nona)

#### Premi alla carriera
In questa edizione vengono assegnati ai comici alcuni particolari premi alla carriera (e, anche in questo caso, spesso intervengono personaggi che hanno fatto la storia della trasmissione e che hanno fatto parte della stessa nelle edizioni precedenti).
| Puntata | Categoria                    | Nominati | Vincitori          |
| ------- | ---------------------------- | --- | ------------------ |
| 1       | Migliori gambe maschili      | Alessandro Bianchi, Gianluca Impastato, Andrea Pucci                                                                                         | Gianluca Impastato |
| 2       | Miglior imitatore            | Claudio Lauretta (Pino Daniele), Stefano Manca (Freddie Mercury), Alessandro Bianchi (Massimo Moratti)                                       | Claudio Lauretta   |
| 3       | Miglior coreografia          | Rossella Brescia, Fichi d'India, Gianluca Fubelli, Stefano Chiodaroli                                                                        | Rossella Brescia   |
| 4       | Miglior poema                | Flavio Oreglio, Roberto De Marchi, Pino e gli Anticorpi                                                                                      | Roberto De Marchi  |
| 5       | Miglior coppia improbabile   | Rossella Brescia e Beppe Ferrara (Mr Ghirlanda), Fichi d'India e Belen Rodriguez (i Puffi), Gianpiero Perone e Omar Fantini (Principe Cacca) | Gianpiero Perone   |
| 6       | Miglior costume              | Marco Milano, Ugo Conti, Debora Villa | Ugo Conti          |
| 7       | Miglior bacio                | Annalisa Aglioti, Rossana Carretto | Pareggio           |
| 8       | Miglior resistenza al dolore | Andrea Appi, Stefano Chiodaroli, Ditelo voi, Daniele Ceva                                                                                    | Andrea Appi        |
| 9       | Miglior duetto musicale      | Gem Boy (Batman è figo), Bove e Limardi, Balbontin e Ceccon                                                                                  | Bove e Limardi     |
| 10      | Miglior frase ricorrente     | Gianluca Impastato (come disse Cicciolina), Stefano Chiodaroli (Pieraaa), Paolo Ruffini (abbestia, 8imismo)                                  | Paolo Ruffini      |

### Colorado(primavera 2015)
La sedicesima edizione di Colorado, andata in onda da venerdì 20 febbraio a domenica 17 maggio 2015, è caratterizzata da alcune novità (come, per esempio, il ritorno di Paolo Ruffini e la nuova conduttrice Diana Del Bufalo), e da un'organizzazione della scaletta simile a quella delle edizioni storiche del programma (ovvero antecedenti all'edizione del 2012): quasi tutti i comici hanno partecipato a tutte e tredici le puntate (motivo per cui il numero dei comici è stato ridotto, passando dagli oltre quaranta delle edizioni precedenti ai poco più di trenta di questa). Inoltre i due conduttori propongono loro esibizioni e sketch, esattamente come succedeva prima. Sono tornati, inoltre, gli sketch registrati in esterna e quelli collettivi (in cui più comici diversi entrano in scena insieme). In questa edizione sono stati estromessi dal cast alcuni dei comici più famosi della trasmissione, come i Gem Boy, Marco Bazzoni e Marco Milano. Risulta di peso anche l'assenza di Roberto Fara di Pino e gli Anticorpi, i quali pertanto sono rimasti in due. In compenso, però, sono tornati nel cast del programma Valeria Graci, Dario Cassini e Giovanni Cacioppo, ed è presente una band di accompagnamento live, ovvero Le Charleston, ex partecipanti della quinta edizione italiana di X Factor. Il programma torna a essere registrato a Le Robinie Studios, ma mantiene la stessa scenografia costruita l'anno precedente nello Studio 20.
Tale edizione è caratterizzata dalla partecipazione di svariate guest star, tra cui gli ex concorrenti della precedente edizione de L'isola dei famosi (in particolare le vincitrici, ossia Le Donatella), andata in onda proprio sulle reti Mediaset e finita poche settimane prima, e cantanti italiani e stranieri. Tra questi, si cita anche Gianluca Grignani, che ha incontrato il suo parodista Fabrizio Casalino. Tra gli ospiti comici, inoltre, si citano Claudio Bisio (famoso per avere presentato per anni il programma "concorrente" di Colorado, ossia Zelig) e Maurizio Battista (comico di Colorado fino a tre anni prima). La sigla di questa edizione "Ridere non costa niente" è cantata da Diana Del Bufalo e composta dalla stessa conduttrice insieme al produttore Francesco Arpino.
- Conduttori: Paolo Ruffini e Diana Del Bufalo
- Corpo di ballo: Nara Byambasuren, Romina Carancini, Vera Santagata, Francesca Speranza, Veronica Urbani, Leonardo Bizzarri.
- Messa in onda: dal 20 febbraio 2015 al 17 maggio 2015
- Studio: Studio Robinie.
- Band di accompagnamento: Le Charleston

#### Cast
- Andrea Pucci (monologhista)
- Angelo Pintus (monologhista)
- PanPers (sketch vari in coppia, parodia di Mika e Fedez, vita da zombie)
  - Andrea Pisani (Tristan ne "I segreti del Segreto")
  - Luca Peracino (lo zombie)
- Pino e gli anticorpi (embè, Pino La Lavatrice, Fuffi)
- Alberto Farina (monologhi sul quartiere romano Tor Gnoranza, Juanito ne "I segreti del Segreto")
- Gianluca Fubelli (spia ninja, Giulio Cesare, Romolo Prinz)
- Gianluca Impastato (Mariello Prapapappo, concorrente di Tu si que vales)
- Paolo Casiraghi (Suor Nausicaa, Joker)
- Raffaele D'Ambrosio (ma che piacere!, pensatore, Egidio Salanio Ozio)
- Alessandro Bianchi (Lesc Dubrov, steward, il regista ne "I segreti del Segreto")
- Leonardo Manera (clown Pompelmo, parodia di Quinta Colonna, cuoco single)
- Peppe Iodice (Giuseppe Birillo, monologhista)
- Fabrizio Casalino (monologhista, Giginho, Gianluca Grignani, parodie dei cantautori alla chitarra)
- Stefano Chiodaroli (Pieraaa, monologhista)
- Dario Cassini (monologhista)
- Giovanni Cacioppo (monologhista)
- Dino Paradiso (monologhista)
- Michela Giraud (monologhista)
- Milani e De Santis (parodia di Voyager, parodia di Samantha Cristoforetti con il suo domestico, Jason e Jenny)
- Benny Hoop e Elvis Martini (numero comico di magia)
- Alice Mangione (navigatore satellitare e sistema operativo umano Viky)
- Barbara Foria (monologhista)
- Valeria Graci (parodia di Federica Panicucci)
- Chiara Rivoli (parodia di Carolina Kostner, da donna a donna)
- Nicoletta Nigro (l'Apetta)
- Rita Pelusio (parodia di Violetta)
- Elena Morali (Pepa ne "I segreti del Segreto")
- Edoardo Mirabella (esibizioni circensi)
- Andrea Viganò (Pistillo)
- Scemifreddi (mimi)
- Gabriele Cirilli (monologhista)

Nota: nella lista sono segnati solo gli sketch interpretati frequentemente dai comici nel programma. Nel corso dell'edizione si sono poi verificati casi in cui i comici interpretavano personaggi delle passate edizioni in alcune entrate a schiaffo veloci durante sketch altrui. Inoltre nello sketch collettivo I segreti del Segreto (parodia della famosa telenovela di Canale 5 Il segreto), i vari comici interpretano i personaggi della famosa serie, alternandosi tra di loro (gli unici personaggi fissi sono Alessandro Bianchi nei panni del regista ed Elena Morali nei panni della protagonista).

#### Ascolti
| Puntata | Data             | Telespettatori | Share  | Ospiti                                                    |
| ------- | ---------------- | -------------- | ------ | --------------------------------------------------------- |
| 1       | 20 febbraio 2015 | 2 294 000      | 9,99%  | –                                                         |
| 2       | 27 febbraio 2015 | 2 283 000      | 9,97%  | Annalisa, Ornella Vanoni (in collegamento)                |
| 3       | 6 marzo 2015     | 2 335 000      | 10,08% | Frank Matano, Saint Motel                                 |
| 4       | 13 marzo 2015    | 2 122 000      | 9,43%  | Frank Matano, Claudio Bisio, Charli XCX (in collegamento) |
| 5       | 20 marzo 2015    | 1 844 000      | 8,35%  | –                                                         |
| 6       | 27 marzo 2015    | 1 805 000      | 8,08%  | –                                                         |
| 7       | 3 aprile 2015    | 1 985 000      | 9,39%  | Maurizio Battista                                         |
| 8       | 10 aprile 2015   | 1 872 000      | 8,56%  | Donatella, Anna Tatangelo                                 |
| 9       | 17 aprile 2015   | 1 883 000      | 8,67%  | Cristina Buccino                                          |
| 10      | 24 aprile 2015   | 1 731 000      | 7,95%  | Cecilia Rodríguez, Omi                                    |
| 11      | 1º maggio 2015   | 1 469 000      | 7,13%  | Andrea Montovoli, Gianluca Grignani                       |
| 12      | 10 maggio 2015   | 1 247 000      | 6,18%  | Alex Belli, Paola Turci, JDC, Tony Real                   |
| 13      | 17 maggio 2015   | 1 400 000      | 7,19%  | Max Pezzali, Elena Santarelli, Francesco Arpino           |
| Media   | Media            | 1 867 000      | 8,54%  |                                                           |

### Colorado(autunno 2015)
La diciassettesima edizione di Colorado è andata in onda dal 14 ottobre al 2 dicembre 2015 con la conduzione del duo comico Luca e Paolo. Tra le altre notizie degne di nota si citano i ritorni di Marco Bazzoni e di Max Cavallari dei Fichi d'India. L'edizione è stata stroncata anche dalla critica specializzata (in particolare da Aldo Grasso), soprattutto per via di un presunto peggioramento dei comici (anche se va detto che la trasmissione non è mai stata esente da critiche anche quando godeva di buon successo). Le poche critiche positive rivolte ai contenuti di questa edizione riguardano principalmente la conduzione di Luca e Paolo (e la loro interazione con la band Pippo e i suoi Giampiero) e le performance dei pochi comici considerati bravi (tra cui Alessandro Bianchi, Debora Villa e Stefano Chiodaroli).
- Conduttori: Luca e Paolo
- Corpo di ballo: Giulia, Veronica, Olga, Isabella
- Band di accompagnamento: Pippo e i suoi Giampiero
- Messa in onda: dal 14 ottobre 2015 al 2 dicembre 2015
- Studio: Studio Robinie.
- Collocazione: prime tre puntate di mercoledì (14, 21 e 28 ottobre 2015), quarta e quinta puntata di martedì (3 e 10 novembre 2015), ultime tre puntate nuovamente di mercoledì (18 e 25 novembre, 2 dicembre 2015)

#### Cast
- Andrea Pucci
- Angelo Pintus
- PanPers
- Gianluca Impastato
- Gianluca Fubelli
- Peppe Iodice
- Rita Pelusio
- Max Cavallari
- Debora Villa
- Maurizio Battista
- Marco Bazzoni
- Pino & gli anticorpi
- Raffaele D'Ambrosio
- Paolo Casiraghi
- Stefano Chiodaroli
- Mauro Villata
- Milani e De Santis
- Dino Paradiso
- Scemifreddi
- Dario Cassini
- Nando Timoteo
- Herbert Cioffi
- Nicola Vicidomini
- Rossana Carretto
- Andrea e Simone
- Tirocchi e Paniconi
- Barbara Foria
- Valeria Graci
- Giancarlo Barbara
- Michele Caputo
- Enzo Paci
- Mary Sarnataro

#### Ascolti
| Puntata | Data             | Telespettatori | Share | Ospiti                                          |
| ------- | ---------------- | -------------- | ----- | ----------------------------------------------- |
| 1       | 14 ottobre 2015  | 1 974 000      | 9,46% | The Kolors                                      |
| 2       | 21 ottobre 2015  | 1 494 000      | 6,96% | Francesco Facchinetti e Francesco Di Raimondo   |
| 3       | 28 ottobre 2015  | 1 479 000      | 6,88% | Diego Abatantuono                               |
| 4       | 3 novembre 2015  | 1 516 000      | 7,12% | –                                               |
| 5       | 10 novembre 2015 | 1 690 000      | 8,04% | Massimo Boldi e Biagio Izzo                     |
| 6       | 18 novembre 2015 | 1 642 000      | 7,92% | Mario Biondi, Marco Giallini, Edoardo Leo       |
| 7       | 25 novembre 2015 | 1 510 000      | 7,18% | Giusy Ferreri                                   |
| 8       | 2 dicembre 2015  | 1 566 000      | 7,41% | Francesco Mandelli, Paolo Ruffini e Gué Pequeno |
| Media   | Media            | 1 609 000      | 7,62% |                                                 |

### Colorado(2016)
La diciottesima edizione di Colorado è andata in onda su Italia 1 dal 22 settembre al 24 novembre 2016 con la conduzione del duo comico Luca e Paolo. Tra gli autori di questa edizione si citano le presenze di Federico Basso e Rocco Tanica, mentre tra i membri del cast si citano le presenze di Cristina D'Avena e Ria Antōniou. Dalla prima puntata di questa stagione è stata introdotta una nuova rubrica: Vai a lavorare, dove i comici si sono dovuti sfidare in una gara di improvvisazione su vari argomenti, facendo divertire il pubblico; nella finzione del programma, i concorrenti che perdevano le sfide venivano mandati a lavorare per un giorno. Questa edizione ha avuto ascolti molto bassi (già in calo dal 2013) e risulta essere l'edizione di Colorado meno vista in assoluto da quando la trasmissione va in onda in prima serata, confermando il declino del programma negli anni precedenti.
Gli unici comici ad avere riscosso consensi, durante questa edizione, sono stati Claudio Lauretta, Leonardo Manera (che però è stato anche criticato per via del turpiloquio che caratterizza il personaggio da lui interpretato) e Toni Bonji (il quale era una novità per la trasmissione, ma era già noto al pubblico televisivo come concorrente di Italia's Got Talent).
Da questa edizione il programma ha una radio partner, ossia Radio 105.
- Conduttori: Luca e Paolo
- Corpo di ballo: Ria Antōniou come primadonna affiancata da 4 ballerine
- Messa in onda: dal 22 settembre 2016 al 24 novembre 2016
- Studio: Studio Robinie.
- Collocazione: giovedì ore 21:10 su Italia 1

#### Cast
- Alberto Farina (monologhista)
- Alessandra Faiella (thug life)
- Alessandro Bianchi (Il tronco di spade, Eva)
- Andrea Fratellini (ventriloquo)
- Andrea Pucci (monologhista)
- Barbara Foria (monologhista, parodia di Scianel, personaggio di Gomorra)
- I Camillas (autori della sigla)
- Claudio Lauretta (parodie di Vittorio Sgarbi, Franco Battiato, Matteo Renzi e Donald Trump)
- Cristina D'Avena (parodie di varie canzoni)
- Daniele Raco (monologhista)
- Dario Cassini (monologhista)
- Elena Morali (problemi di coppia)
- Enzo Paci (Mattia Passadore)
- Fabio Celenza (parodie doppiate di interviste di vari personaggi famosi)
- Franco Rossi (cantante di liscio)
- Gianluca Fubelli (Lupetto esploratore perfetto, problemi di coppia)
- Gianluca Impastato (concorrente del Grande Fratello VIP)
- Giovanni D’Angella (sfaticato)
- Giulia Ricciardi (monologhista)
- Herbert Cioffi (sgnaffi sul gnulo)
- Hermes e Titina (duo)
- iPantellas (videomaker di sketch registrati in esterna)
- Ippolita Baldini (Lucy la single)
- Leonardo Manera (Donato Sprecacenere)
- Lorenzo Baglioni (autore di canzoni demenziali su fatti di attualità)
- Mary Sarnataro (monologhista)
- Max Cavallari (monologhista)
- Max Pieriboni (wrestler fifone)
- Nando Timoteo (Colorado news)
- PanPers (sketch vari in coppia)
- Paolo Casiraghi (il maggiordomo Bartolo, parodia di Marco Travaglio)
- Paolo Franceschini (comico in prova, monologhista)
- Peppe Iodice (monologhista)
- Pino & gli anticorpi (embè, Pino La Lavatrice)
- Ria Antōniou (Fata turchina, Il tronco di spade)
- Rita Pelusio (thug life)
- Roberto Lipari (monologhista)
- Stefano Chiodaroli (Il tronco di spade, monologhista)
- Toni Bonji (presentatore alternativo)
- Valeria Graci (parodia di Laura Pausini)

#### Ascolti
| Puntata | Messa in onda     | Telespettatori | Share | Ospiti                                                          |
| ------- | ----------------- | -------------- | ----- | --------------------------------------------------------------- |
| 1       | 22 settembre 2016 | 1 270 000      | 6,42% | –                                                               |
| 2       | 29 settembre 2016 | 1 077 000      | 5,63% | –                                                               |
| 3       | 6 ottobre 2016    | 1 299 000      | 6,80% | Briga                                                           |
| 4       | 13 ottobre 2016   | 1 710 000      | 8,25% | Francesco Mandelli, Paolo Ruffini e Il Pagante                  |
| 5       | 20 ottobre 2016   | 1 298 000      | 6,01% | Diego Abatantuono, Francesco Facchinetti e Gabry Ponte          |
| 6       | 27 ottobre 2016   | 1 386 000      | 6,49% | Annalisa e Angelo Pintus                                        |
| 7       | 3 novembre 2016   | 1 315 000      | 6,00% | Alessio Bernabei                                                |
| 8       | 10 novembre 2016  | 1 523 000      | 7,12% | Nek                                                             |
| 9       | 17 novembre 2016  | 1 549 000      | 7,26% | Zero Assoluto                                                   |
| 10      | 24 novembre 2016  | 1 373 000      | 6,31% | Paolo Ruffini, Mario Biondi e Alessia Marcuzzi (videomessaggio) |
| Media   | Media             | 1 380 000      | 6,63% |                                                                 |

### Colorado(2017/2018)
La diciannovesima edizione di Colorado è andata in onda dal 2 novembre 2017 al 4 gennaio 2018 nuovamente con la conduzione di Paolo Ruffini (che ha sostituito Luca e Paolo) insieme all'ex velina di Striscia la notizia Federica Nargi e al comico Gianluca Fubelli.
Una novità di quest'anno riguarda il corpo di ballo, composto da sei ragazze che nel corso delle puntate hanno dato prova della loro bellezza e comicità, così da potere eleggere una di loro come Miss Colorado alla fine dell'edizione.
- Conduttori: Paolo Ruffini, Federica Nargi e Gianluca Fubelli
- Corpo di ballo: Maité Yanes, Paola Di Benedetto, Gleizieli Corini, Giulia Piscina, Ahlam El Brinis
- Messa in onda: dal 2 novembre 2017 al 4 gennaio 2018
- Studio: Studio Robinie.
- Collocazione: giovedì alle 21:20 su Italia 1

#### Cast
- Bella Domanda (Paolo Carenzo e Mafé Bombi) (duo)
- Herbert Ballerina (il riflettore)
- Herbert Cioffi (Gino Boscaglia)
- Dado (monologhista)
- Gianluca Fubelli (Lupetto esploratore perfetto, problemi di coppia)
- Paolo Migone (monologhista)
- Nando Timoteo (news)
- Antonio Ornano (monologhista)
- Edoardo Mirabella (il domatore di maiali)
- Rita Pelusio (il bambino moderno)
- Elena Morali (problemi di coppia, la figlia di Trump)
- Francesca Cipriani (Sailor Moon, Che tempo che credo che forse che fa, la moglie di Trump, reporter delle Iene)
- PanPers (l'interrogatorio, parodia tormentoni)
- iPantellas (videomaker di sketch registrati in esterna)
- Alberto Farina (monologhista)
- Barbara Foria (Scianel 5)
- Leonardo Manera (Donato Sprecacenere, corso di integrazione per extracomunitari, parodia di Dalla vostra parte)
- Claudio Lauretta (parodie di Donald Trump, Matteo Renzi e Vittorio Sgarbi)
- Roberto Lipari (monologhista)
- Daniele Ronchetti (Gabri Gabra, Gli hashtag di Instagram)
- Matteo Del Campo (jukebox)
- Andrea Pucci (monologhista)
- Gianluca Impastato (concorrente del Grande Fratello VIP, Chicco D'Oliva)
- Franco Rossi (cantante di liscio)
- Enzo Paci (Mattia Passadore)
- Peppe Iodice (le preghiere)
- Raffaele D'Ambrosio (il braccio cagnolino)
- Max Pieriboni (il nutrizionista)
- Davide Spadolà (monologhista)
- Dario D'Angiolillo (il mentalista, ballerino)
- Dario Cassini (monologhista)
- Le principesse (Biancaneve, Cenerentola e la bella addormentata nel bosco)
- Ippolita Baldini (monologhista)
- Flavio Furian (direttore del casinò)
- Peppe e Ciccio (le emoticon)
- Giovanni D'Angella (monologhista)
- Maurizio Battista (monologhista)
- Milani e De Santis (la coppia)

#### Ascolti
| Puntata | Data             | Telespettatori | Share | Ospiti                                                   |
| ------- | ---------------- | -------------- | ----- | -------------------------------------------------------- |
| 1       | 2 novembre 2017  | 1 682 000      | 7,82% | Alessandro Matri (videomessaggio), Alessio Boni          |
| 2       | 9 novembre 2017  | 1 609 000      | 7,49% | –                                                        |
| 3       | 16 novembre 2017 | 1 657 000      | 7,71% | –                                                        |
| 4       | 23 novembre 2017 | 1 384 000      | 6,52% | Shade                                                    |
| 5       | 30 novembre 2017 | 1 419 000      | 6,61% | –                                                        |
| 6       | 7 dicembre 2017  | 1 455 000      | 6,98% | Thomas                                                   |
| 7       | 14 dicembre 2017 | 1 327 000      | 5,97% | Enzo Salvi, Fatima Trotta, Andrea Barillà, Massimo Boldi |
| 8       | 21 dicembre 2017 | 1 401 000      | 6,83% | Shade, Sergio Sylvestre                                  |
| 9       | 28 dicembre 2017 | 1 370 000      | 6,61% | Donato Carrisi, Matteo Toretta                           |
| 10      | 4 gennaio 2018   | 1 457 000      | 6,90% | Vittorio Sgarbi, Efe Bal                                 |
| Media   | Media            | 1 476 000      | 6,94% |                                                          |

### Colorado(2019)
La ventesima e ultima edizione di Colorado è andata in onda dal 28 marzo al 14 maggio 2019 con la conduzione di Paolo Ruffini e Belén Rodriguez, insieme ai comici Gianluca Fubelli e i PanPers.
- Conduttori: Paolo Ruffini, Belén Rodriguez, Gianluca Fubelli e i PanPers
- Corpo di ballo: Anastasia Ronca, Romina Pierdomenico, Giulia Pelagatti, Giada Brince Bagnoli, Chiara Giuffrida
- Messa in onda: dal 28 marzo al 14 maggio 2019
- Studio: MIND Cargo 15 Roserio
- Collocazione: giovedì alle 21:20 su Italia 1

#### Cast
- Pino & gli anticorpi
- Max Pisu
- iPantellas
- I Masa
- Francesca Cipriani (Super Cipri e la supplente)
- Gianluca Impastato (stuntman di personaggi cinematografici)
- Herbert Cioffi (Gino Boscaglia)
- Massimo De Rosa (tecnico)
- Angelo Pisani (monologhista)
- Barbara Foria ("Taggam o core" e monologhista)
- Tony D'Ursi (Tony Figo)
- Massimo Bagnato (monologhista)
- Mauro Villata (Cardone)
- Andrea Carlini (calciatore e Orso Carlini)
- Raffaele D'Ambrosio (malavita)
- Rubes Piccinelli (malavita)
- Vincenzo Albano (Enzo Ratti Enterprise)
- Davide D'Urso (ragazzo volantini)
- I Soldi Spicci (Claudio Casisa e Annandrea Vitrano)
- Federico Parlanti (social media manager)
- Elena Morali (nudi e crudi)
- Claudia Campolongo (la zia di Belen)
- Enrico Luparia
- Cristina Chinaglia (monologhista)
- Bella Domanda
- Alberto Farina (monologhista)
- Davide Calgaro (monologhista)
- Alessandro Bianchi (Bobo)
- Peppe & Ciccio (emoticon)
- Raffaello Corti (mago)
- Marco Stabile (studente)
- Franco Rossi (momenti di poesia)
- Stefano Gorno (fattorino di pizze)
- Gianni Astone (autorevoli consigli)
- Flora Canto (Carolina Sfragni)
- Nicola Virdis
- Maria Pia Timo
- Filippo Caccamo
- Bob Russo (arrabbiato)
- Francesco Arienzo (ragazzo del talent scout)

#### Ascolti
| Puntata | Data           | Telespettatori | Share | Ospiti             |
| ------- | -------------- | -------------- | ----- | ------------------ |
| 1       | 28 marzo 2019  | 1 700 000      | 8,70% | –                  |
| 2       | 4 aprile 2019  | 1 507 000      | 7,40% | –                  |
| 3       | 11 aprile 2019 | 1 461 000      | 7,50% | Francesco Mandelli |
| 4       | 18 aprile 2019 | 1 437 000      | 7,40% | –                  |
| 5       | 25 aprile 2019 | 1 268 000      | 6,80% | Maurizio Battista  |
| 6       | 2 maggio 2019  | 1 448 000      | 7,30% | –                  |
| 7       | 9 maggio 2019  | 1 323 000      | 6,50% | –                  |
| 8       | 14 maggio 2019 | 1 176 000      | 6,20% | –                  |
| Media   | Media          | 1 415 000      | 7,23% |                    |

## Il meglio in DVD
Sono usciti i DVD del meglio di Colorado dall'edizione del 2009 all'edizione primavera del 2014. I cofanetti sono editi Fivestore, il merchandising di Mediaset.